# Алатаево (Марий Эл)
Алатаево (мар. Алатай) — деревня в Горномарийском районе Марий Эл Российской Федерации. Входит в состав Пайгусовского сельского поселения.
Численность населения — 87 чел. (2014 год).

## География
Располагается в 4 км на восток от административного центра сельского поселения — села Пайгусово.

## История
Название селения происходит от имени Алатпай одного из первопоселенцев. В 1910 году в деревне открыто Алатаевское земское сельское училище.
В 2025 году в состав деревни включены деревни Карманеры и Лидывуй.

## Население
| 2002 | 2010 | 2014 |
| ---- | ---- | ---- |
| 94   | ↘72  | ↗87  |